# Дженесі (Колорадо)
Дженесі (англ. Genesee) — переписна місцевість (CDP) в США, в окрузі Джефферсон штату Колорадо. Населення — 3610 осіб (2020).

## Географія
Дженесі розташоване за координатами 39°41′17″ пн. ш. 105°16′15″ зх. д. / 39.68806° пн. ш. 105.27083° зх. д. (39.688102, -105.270864).  За даними Бюро перепису населення США в 2010 році переписна місцевість мала площу 17,26 км², з яких 17,24 км² — суходіл та 0,01 км² — водойми.

## Демографія
Згідно з переписом 2010 року, у переписній місцевості мешкало 3609 осіб у 1526 домогосподарствах у складі 1173 родин. Густота населення становила 209 осіб/км².  Було 1618 помешкань (94/км²).
Расовий склад населення:
| - 95,5 % — білих - 1,6 % — азіатів - 0,5 % — корінних американців - 0,4 % — чорних або афроамериканців |

До двох чи більше рас належало 1,5 %. Частка іспаномовних становила 3,4 % від усіх жителів.
За віковим діапазоном населення розподілялося таким чином: 19,3 % — особи молодші 18 років, 63,7 % — особи у віці 18—64 років, 17,0 % — особи у віці 65 років та старші. Медіана віку мешканця становила 51,4 року. На 100 осіб жіночої статі у переписній місцевості припадало 103,7 чоловіків;  на 100 жінок у віці від 18 років та старших — 100,5 чоловіків також старших 18 років.
Середній дохід на одне домашнє господарство  становив 182 172 долари США (медіана — 143 235), а середній дохід на одну сім'ю — 195 834 долари (медіана — 160 284). Медіана доходів становила 105 833 долари для чоловіків та 89 821 долар для жінок. За межею бідності перебувало 5,2 % осіб, у тому числі 10,6 % дітей у віці до 18 років та 3,0 % осіб у віці 65 років та старших.
Цивільне працевлаштоване населення становило 1764 особи. Основні галузі зайнятості: науковці, спеціалісти, менеджери — 24,0 %, освіта, охорона здоров'я та соціальна допомога — 22,8 %, фінанси, страхування та нерухомість — 10,8 %, виробництво — 7,1 %.